# Malcolm McLaren
Malcolm McLaren, vlastním jménem Malcolm Edwards (22. ledna 1946 Londýn – 8. dubna 2010 Bellinzona, Švýcarsko) byl britský hudebník, módní návrhář, designer a hudební manažer.

## Životopis
Studoval umění v Londýně na Central Saint Martins College (1963), Harrow Art College (1964), Croyden College of Art (1968) a Goldsmiths College.
McLaren a kostýmní výtvarnice Vivienne Westwoodová v roce 1972 společně otevřeli butik Let it rock na King's Road 430 v Londýně, kde prodávali módu pro Teddy Boys. V roce 1974 potkal v New Yorku hudební skupinu New York Dolls, jejichž manažerem se stal a navrhoval pro ně kostýmy na koncerty. Ve Spojených státech ho inspirovalo punkové hnutí. V polovině 70. let se vrátil do Londýna, přejmenoval butik na Sex a roku 1975 se stal manažerem skupiny The Strand, pro kterou navrhoval extravagantní oděvy, a která se posléze přejmenovala na Sex Pistols.
Po ukončení kariéry Sex Pistols byl manažerem skupiny Adama Anta. McLaren vystupoval i sám umělecky, v roce 1983 byl v Evropě jeden z prvních, kteří provozovali hip hop. S prvky soudobé hudby kombinoval i klasické operní árie (album Fans, 1984), valčíkové melodie (album Waltz Darling, 1989) nebo francouzské šansony (album Paris, 1994).
McLaren v pozdějších letech žil v Paříži. Jeho poslední hudební projekt byly zvuky pro herní konzoli Game Boy. McLaren zemřel 8. dubna 2010 ve věku 64 let na následky rakoviny plic na švýcarské klinice v Bellinzoně.

## Diskografie

### Singly
- 1982: Buffalo Gals (Malcolm McLaren & The World's Famous Supreme Team)
- 1983: Double Dutch (Malcolm McLaren & The Ebonettes)
- 1983: Soweto (Malcolm McLaren & The McLarinettes)
- 1983: Duck for the Oyster (Malcolm McLaren & The Main Hilltopper Man)
- 1984: Madam Butterfly (Un bel di vedremo) (Malcolm McLaren)
- 1985: Carmen (Malcolm McLaren)
- 1985: Duck Rock Cheer (Malcolm McLaren)
- 1989: Waltz Darling (Malcolm McLaren & The Bootzilla Orchestra, Bootsy Collins)
- 1989: Something's Jumpin' in your Shirt (Malcolm McLaren & The Bootzilla Orchestra feat. Lisa Marie)
- 1990: Deep In Vogue (Malcolm McLaren & The Bootzilla Orchestra feat. Lisa Marie)
- 1990: House of the Blue Danube (Malcolm McLaren & The Bootzilla Orchestra, Bootsy Collins, Jeff Beck)
- 1990: Call a Wave (Malcolm McLaren & The Bootzilla Orchestra)
- 1991: Bird in a gilded cage (Malcolm McLaren & The Bootzilla Orchestra)
- 1992: Carry On Columbus (Malcolm McLaren Fantastic Planet)
- 1991: Magic's back (z filmu The Ghosts of Oxford Street) (Malcolm McLaren feat. Alison Limerick)
- 1998: Buffalo Gals Stampede (Malcolm McLaren & The World's Famous Supreme Team versus Rakim & Roger Sanchez)
- 2004: Fashion Beast Party (Malcolm McLaren)
- 2004: Foxy Lady (Malcolm McLaren & The Wild Strawberries)

### Alba
- 1983: Duck Rock (Malcolm McLaren & The World's Famous Supreme Team, The Mclarinettes, The Ebonettes, Ford Green Angels, Five Town Diamond Skippers, The Zulu Chant, The Main Hilltopper Man)
- 1983: D'ya like Scratchin'? (Malcolm McLaren & The World's Famous Supreme Team)
- 1984: Would ya Like more Scratchin'? (Malcolm McLaren & The World's Famous Supreme Team)
- 1984: Hip Hop - Original and Best (Malcolm McLaren, Rock Steady Crew, World's Famous Supreme Team)
- 1984: Fans (Malcolm McLaren, feat. Betty Ann White, Angie B., Debbie Cole, Michael Austin, Valerie Walters, Diane Garisto, Sheila Pate)
- 1985: Swamp Thing (Malcolm McLaren)
- 1989: Waltz Darling (Malcolm McLaren & The Bootzilla Orchestra)
- 1990: Malcolm Mclaren presents the World Famous Supreme Team Show - Round the Outside, Round the Outside (Malcolm McLaren & The Shake City Productions)
- 1992: Lust - Seven Deadly Sins 2 (Malcolm Mclaren, Soundtrack)
- 1992: Carry On Columbus (End Title) (Malcolm McLaren, Soundtrack)
- 1994: Paris (Malcolm McLaren, feat. Catherine Deneuve, Francoise Hardy, Amina)
- 1994: Largest Movie House in Paris (Ambient Remixes) (Malcolm McLaren)
- 1995: Paris (Double Album) (Malcolm McLaren feat. Catherine Deneuve, Francoise Hardy, Amina)
- 1998: Buffalo Gals - Back to Skool (Malcolm McLaren & The World's Famous Supreme Team, Rakim, Soulson, Da Boogie Man, KRS-One, De la Soul, T'Kalla, Hannibal Lechter, Burn One, Forrest Gump)
- 2005: Tranquilize (Malcolm McLaren, feat. Jungk, The Wild Strawberries)
- 2009: Shallow – Musical Paintings (Malcolm McLaren)